# Cryptoerithus nyetaut
Cryptoerithus nyetaut är en spindelart som beskrevs av Norman I. Platnick och Baehr 2006. Cryptoerithus nyetaut ingår i släktet Cryptoerithus och familjen Prodidomidae.
Artens utbredningsområde är Northern Territory, Australien. Inga underarter finns listade i Catalogue of Life.